# Pedro Larrea
Pedro Sebastián Larrea Arellano (Loja, 21 maggio 1986) è un ex calciatore ecuadoriano, di ruolo centrocampista.

## Carriera
Nel giugno del 2015 è stato inserito da Gustavo Quinteros tra i 23 giocatori della nazionale ecuadoriana che parteciperanno alla Copa América 2015.
Viene convocato per la Copa América Centenario negli Stati Uniti.

## Palmarès

### Club

#### Competizioni nazionali
- Campionato ecuadoriano: 2

LDU Quito: 2007, 2010

#### Competizioni internazionali
- Coppa Libertadores: 1

LDU Quito: 2008
- Coppa Sudamericana: 1

LDU Quito: 2009
- Recopa Sudamericana: 2

LDU Quito: 2009, 2010